# 謝納加
謝納加是哥倫比亞的城市，位於該國中部，由博亞卡省負責管轄，距離首府通哈24公里，始建於1818年10月22日，面積73平方公里，海拔高度2,411米，2005年人口5,096。
5°24′N 73°18′W / 5.400°N 73.300°W